# Eschbach (Badenia-Wirtembergia)
Eschbach – miejscowość i gmina w Niemczech, w kraju związkowym Badenia-Wirtembergia, w rejencji Fryburg, w regionie Südlicher Oberrhein, w powiecie Breisgau-Hochschwarzwald, wchodzi w skład wspólnoty administracyjnej Heitersheim. Leży ok. 20 km na południowy zachód od Fryburga Bryzgowijskiego, pomiędzy Heitersheimem a Bad Krozingen.